# Sílvio Frota
Sílvio Couto Coelho da Frota (Rio de Janeiro, 26 de agosto de 1910 — Rio de Janeiro, 23 de outubro de 1996) foi um general-de-exército brasileiro, ministro do Exército durante o governo Ernesto Geisel.

## Biografia
Estudou no Colégio Pedro II. Em 1928 entrou na Escola Militar do Realengo. Casou-se com Ídia Pragana da Frota. Teve dois filhos sendo um deles o oficial de Marinha Luís Pragana da Frota. É tio-avô de Alexandre Frota. A 20 de dezembro de 1977 foi agraciado com a Grã-Cruz da Ordem Militar de Avis de Portugal.

### Carreira militar
Em agosto de 1934 foi promovido a primeiro tenente. Em junho de 1948 foi promovido a major. E em setembro de 1952 a tenente-coronel. Em 1955 foi contra o movimento de 11 de novembro do Marechal Lott.
Em abril de 1960 foi promovido a coronel. Na renúncia de Jânio Quadros em 1961 ele se aliou aos generais contrários à ascensão de João Goulart: o marechal Odílio Denis, o almirante Silvio Heck, e o brigadeiro Gabriel Grün Moss. Participou e deu apoio ao golpe de 1964. Alguns meses depois, em novembro, foi promovido a general-de-brigada. Três anos depois, em 1967, foi o chefe de gabinete do ministro de Exército Aurélio de Lira Tavares. Ajudou a formar o Centro de Informações do Exército (CIE). Em março de 1969 foi promovido a general-de-divisão e comandou a 1ª Região Militar, no Rio de Janeiro, entre 27 de fevereiro de 1969 e 25 de julho de 1972.
Em julho de 1972 foi promovido a general-de-exército. e assumiu o comando do I Exército, substituindo o general João Bina Machado. Permaneceu nesse cargo entre 25 de julho de 1972 e 5 de abril de 1974. Com a posse de Ernesto Geisel em 15 de março de 1974, foi nomeado chefe do Estado-Maior do Exército, onde permaneceu pouco tempo, até maio desse ano.

### Ministro do Exército
Silvio Frota assumiu o Ministério do Exército em 27 de maio de 1974, após a morte do titular da pasta, general Vicente de Paulo Dale Coutinho. Por ser um anticomunista extremo, representou a linha-dura do regime militar brasileiro. 
A morte do operário Manuel Fiel Filho em janeiro de 1976, pouco tempo depois da morte do jornalista Vladimir Herzog, causou muita oposição e atrito com o presidente Geisel. O presidente afasta Ednardo D'Ávila Melo, aliado de Silvio, do comando do II Exército.

### Candidatura à presidência
Em 1977, Silvio Frota tinha a intenção de candidatar-se à presidência, contra os desejos de Geisel, que declara que só consideraria o assunto em janeiro de 1978. A preferência de Geisel era pelo general João Figueiredo.
No início de agosto de 1977, o deputado Carlos Alberto de Oliveira ameaçou lançar a candidatura de Frota. Em 23 de agosto, Geisel pediu para aprovar um texto que Frota preparara para comemorar o Dia do Soldado; o pedido inusitado gerou atrito. 
Em 8 de setembro, Frota ameaçou o jornalista Lourenço Diaféria que elogiava o heroísmo de Silvio Hollembach contra a figura do Duque de Caxias, patrono do exército. Em 4 de outubro, o general Jaime Portela, aliado de Costa e Silva e a linha dura do regime, visitou a capital para estimular o apoio ao "frotismo", movimento de apoio à candidatura de Frota. 

### Demissão
Em 10 de outubro, Geisel anunciou aos seus aliados mais próximos, os generais Golbery do Couto e Silva e Hugo Abreu, que iria demitir Silvio Frota dentro de dois dias, quando seria feriado em Brasília. Seria a primeira exoneração de um ministro de Exército desde 1964. Golbery e Hugo Abreu instruíram o Diário Oficial a funcionar durante o feriado. No dia seguinte, em 11 de outubro, Geisel informou sua decisão aos comandantes dos quatro exércitos.
Em 12 de outubro de 1977 Geisel recebeu Silvio Frota. Foi publicado no Diário Oficial a exoneração assim como a indicação de Fernando Belfort Bethlem, ex-comandante do III Exército, como sucessor. Silvio Frota elaborou um texto de oito páginas para ser distribuído para todas as unidades do exército, o que não é feito.
Após sua exoneração, sentindo-se ideologicamente contrariado, retira-se da vida política, não obstante manifestações ocorridas em favor de sua candidatura, com o apoio de chefes militares como o marechal Odílio Denys, o almirante Augusto Rademaker e o brigadeiro Márcio de Sousa Melo.

### Lei da Anistia
Em 1979, após a edição da Lei da Anistia, Frota voltou aos noticiários como crítico da medida. Divulgou uma polêmica lista de supostos comunistas infiltrados no funcionalismo público. Após isso, evitou novos pronunciamentos públicos até morrer em 1996.